# Hektár

1 ha = 10 000 m² = 10^{4} m² = 0,01 km²

A hektár (jele: ha) az ár százszorosa, földterület fizikai méretének méréséhez használt mértékegység. Nem része az SI-mértékegységrendszernek, de használható, mint SI-mértékegység konstansa. Egy négyzethektométernek felel meg.
1 ha = 10 000 m² = 104 m² = 0,01 km²   (1 km² = 100 ha).
Egy hektár egy 100×100 méteres területnek felel meg. A hektár mértékegységet világszerte elterjedten használják a mezőgazdaságban, az erdőgazdálkodásban és a várostervezésben. Elterjedtségét indokolja, hogy emberi léptékekkel arányos érték, a négyzetméter és a négyzetkilométer közötti milliószoros eltérést jól kitölti.
Rokon mértékegységek az ár és a dekaár/dekár (daa), melyek hivatalosan nem elfogadottak, de egyes területeken használatban vannak. Az ár száz négyzetméternek felel meg, a dekaár/dekár ezernek.  

## Átváltások
| Egység            | SI                 |
| ----------------- | ------------------ |
| 1 ca              | 28671m2            |
| 1 a               | 100 m2             |
| 1 ha              | 10 000 m2          |
| 100 ha            | 1 000 000 m2 1 km2 |
| nem-SI átváltások |                    |
| nem-SI            | metrikus           |
| 0,3861 sq mi      | 1 km2              |
| 2,471 acre        | 1 ha               |
| 107 639 sq ft     | 1 ha               |
| 1 sq mi           | 259,0 ha           |
| 1 acre            | 0,4047 ha          |

- acre: 1 acre = 0,40468564224 ha
- hold: 1 hold = 0,5755 ha
- Joch: 33 és 58 ár között; 3300 és 5800 m² között
- Morgen: 0,1906 és 1,178 ha között, többnyire 0,3 és 0,4 ha között, később 0,25 ha
- bajor Tagewerk (3407,27 m²): 1 hektár = körülbelül 3 Tagewerk
- 1 négyzethektométer
- 15 mǔ vagy 0,15 qǐng (Kína)[4]
- 10 dunam vagy dönüm (Közel-Kelet)[5]
- 10 stremma (Görögország)
- 6,25 rai (Thaiföld)[6]
- körülbelül 1,008 chō (Japán)
- körülbelül 2,381 feddan (Egyiptom)
- Gyakran használt mértékegység összehasonlításokkor a futballpálya:
  - A leggyakoribb terület: 68 méterszer 105 méter = 0,714 ha,
  - Minimum a szabályok szerint: 45 méterszer 90 méter = 0,405 ha,
  - Maximum a szabályok szerint: 90 méterszer 120 méter = 1,080 ha.

## Használata
A hektár területmértékként az ingatlan-nyilvántartás alapvető mértéke, a tulajdoni lapok minden földrészlet területét hektárban és négyzetméterben tartalmazzák. A négyszögölön és katasztrális holdon alapuló területi rendszert váltotta fel, de jóval később, mint az SI-mértékrendszer általános bevezetése. A méterrendszerre áttérést az 1972. évi 31. törvényerejű rendelet, illetve az annak végrehajtására kiadott 27/1972. MÉM vhr. rendelte el. 2011-ben az Európai Unió is rögzítette.
Használati területei: földterületek mérése, birtokviszony, tervezés, igazgatás, földművelés, erdőgazdálkodás, várostervezés az Európai Unióban és Ausztráliában (1970-től). Az Egyesült Királyság, az Amerikai Egyesült Államok, Burma, és Kanada (bizonyos mértékig) helyette az acre-t használja ugyanezekre a célokra. Egyes országokban, mint például Kanadában újramérték a területeket, míg máshol, például Dél-Afrikában átváltották az új mértékegységre, mikor áttértek a metrikus rendszerre.
Németországban a hektár és az ár külön mértékegységként törvényileg rögzítve van, így az SI-előtétek is legálisan alkalmazhatók, viszont szokatlanok.
Több országban hagyományos mértékegységeket neveztek át ahelyett, hogy új nevet fogadtak volna el:
- Jerib Iránban
- Djerib Törökországban[15]
- Gong Qing (公頃 hagyományos kínai írásjegyekkel, 公顷 egyszerűsített kínaival, gōngqǐng pinyin)
- Manzana Argentínában
- Bunder Hollandiában (1937-ig)[15]

## Története
A hektár név a franciából származik, melynek eredete a görög hekatón szó (franciásítva hecto-) és a francia are (a latin ārea szóból). 1795-es definíciója megegyezik a maival. Az ár 100 négyzetméter, és a hektár ennek százszorosa. A francia forradalmi kormány 1795 április 7-én (18 Germinal, III. év) fogadta el a mértékegységekről szóló törvényt, ami öt mértékegységet definiált:
- a métert
- az árt (100 m2)
- a stère-t (1 m3) a tűzifa térfogatának mérésére[18]
- a grammot

A CIPM (Comité International des Poids et Mesures) 1879-ben vette fel ajánlásaiba a hektárt. 1960-ban nem vették fel az új SI-mértékegységrendszerbe.
1972-ben az Európai Gazdasági Közösség (EGK) elfogadta a mértékegységekre vonatkozó tagállami jogszabályok közelítéséről szóló 71/354/EGK irányelvet, amely kategorizálta a hivatalosan elfogadott mértékegységeket. Ebben szerepeltek az Általános Súly- és Mértékügyi Értekezlet (CGPM) által elfogadott mértékegységek, kiegészítve néhány más mértékegységgel, köztük az árral és a hektárral, melyek használatát földmérésre korlátozták. 2006-ban a Nemzetközi Súly- és Mértékügyi Bizottság (CIPM) nem említette az árt, de a hektárt elfogadták használatra.

## Mértékegységcsalád
A centiár, deciár, dekaár és hektár mértékegységek az árból származtathatók az SI előtétszavak használatával.
A decimilliár néha látható katasztrális területmérésekben. Értéke egy négyzetdeciméter.
A centiár egy négyzetméteres területet jelez.
A deciár ritkán használatos, és tíz négyzetméternek felel meg.
Az ár száz négyzetméter. Nem SI-mértékegység, de széles körben használt Indiában, Indonéziában és Európa egyes országaiban. Oroszul, illetve a volt Szovjetunió területének nyelvein az ár neve szotka (orosz: сотка, század, ami utalhat száz négyzetméterre vagy század hektárra). Dácsák, kiskertek és városi parkok méretének leírására használják, ahol a hektár túl nagy lenne.
A dekaár vagy dekár 10 árat vagy 1000 négyzetmétert jelent. Norvégiában és a volt Török Birodalom területén használatos földterület mérésére. Régi hagyományos mértékegységeket definiáltak újra, hogy egybeessenek a dekárral:
- Stremma Görögországban[23]
- Dunam, dunum, donum, vagy dönüm Izraelben, Palesztinában, Jordániában, Libanonban, Szíriában és Törökországban[24]
- Mål Norvégiában

| Egység neve      | Jele | Többszöröse az előző egységnek | Törtrésze a következő egységnek | SI ekvivalensek | Birodalmi ekvivalensek    |
| ---------------- | ---- | ------------------------------ | ------------------------------- | --------------- | ------------------------- |
| centiár          | ca   |                                | 0,1 da                          | 1 m2            | 10,7639 sq ft             |
| deciár           | da   | 10 ca                          | 0,1 a                           | 10 m2           | 11,9599 sq yd             |
| ár               | a    | 10 da                          | 0,1 daa                         | 100 m2          | 3,95369 perch             |
| dekár            | daa  | 10 a                           | 0,1 ha                          | 1000 m2         | 0,98842 rood              |
| hektár           | ha   | 10 daa                         | 0,01 km2                        | 10 000 m2       | körülbelül 2,4710538 acre |
| négyzetkilométer | km2  | 100 ha                         |                                 | 1 000 000 m2    | 0,38610 sq mi             |

## Magyar törvények
- 1994. évi V. törvény az ingatlan-nyilvántartásról szóló 1972. évi 31. törvényerejű rendelet módosításáról – 1999. január 1-jével hatályon kívül helyezte az
- 1997. évi CXLI. törvény az ingatlan-nyilvántartásról

## Fordítás
- Ez a szócikk részben vagy egészben  a   Hektar című német Wikipédia-szócikk fordításán alapul.  Az eredeti cikk szerkesztőit annak laptörténete sorolja fel. Ez a jelzés csupán a megfogalmazás eredetét és a szerzői jogokat jelzi, nem szolgál a cikkben szereplő információk forrásmegjelöléseként.
- Ez a szócikk részben vagy egészben  a   Hectare című angol Wikipédia-szócikk fordításán alapul.  Az eredeti cikk szerkesztőit annak laptörténete sorolja fel. Ez a jelzés csupán a megfogalmazás eredetét és a szerzői jogokat jelzi, nem szolgál a cikkben szereplő információk forrásmegjelöléseként.